# Corynascidia hartmeyeri
Corynascidia hartmeyeri is een zakpijpensoort uit de familie van de Corellidae. De wetenschappelijke naam van de soort werd in 1994 voor het eerst geldig gepubliceerd door het echtpaar Claude en Françoise  Monniot.